# Milcov
Milcov is een Roemeense gemeente in het district Olt.
Milcov telt 1735 inwoners.